# クラウス・ヴォルファーマン
クラウス・ヴォルファーマン（Klaus Wolfermann、1946年3月31日 - 2024年12月18日）は、旧西ドイツの陸上競技選手。1970年代に活躍した男子やり投選手で、1972年ミュンヘンオリンピックの金メダリストである。バイエルン州アルトドルフ・バイ・ニュルンベルク出身。

## 経歴
ヴォルファーマンは、1972年、地元バイエルン州で開催されたミュンヘンオリンピックに出場。予選を86m22の全体トップで決勝に進出すると、決勝では、前大会の金メダリストで予選2位で通過したソ連のヤーニス・ルーシスと激しい闘いを繰り広げた。ルーシスは1投目で88m88でトップに立つと、3投目で89m54を出し、記録を伸ばしていた。ヴォルファーマンは4投目の88m40のベストを出しルーシスに迫ると、5投目に90m48の投てきでルーシスを逆転。ルーシスは最終投てきで90mを超える投てきヴォルファーマンの記録に迫ったが記録は90m46とわずか2cm届かず、オリンピックのやり投の歴史上最小僅差で金メダルを獲得した。
ヴォルファーマンは、翌年の5月5日に、ルーシスが持っていた93m80の世界記録を破り、94m08の世界新記録を樹立している。
国内では、1969年から西ドイツ選手権を6連覇。オリンピックで金メダルを獲得した1972年、世界新記録を出した1973年には西ドイツのアスリートオブザイヤーを受賞している。
現役引退後は、スポーツマーケティング会社の経営のかたわら、スペシャルオリンピックスの特別大使や、子供の臓器移植者のためのゴルフトーナメントの開催など社会活動で活躍している。
2024年12月18日の夜に死去。78歳没。

## 世界記録
- やり投 - 94m08 (1973年5月5日:レーヴァークーゼン)

## 主な実績
| 年   | 大会                 | 場所                     | 種目   | 結果 | 記録  |
| ---- | -------------------- | ------------------------ | ------ | ---- | ----- |
| 1971 | ヨーロッパ陸上選手権 | ヘルシンキ(フィンランド) | やり投 | 6位  | 80m82 |
| 1972 | オリンピック         | ミュンヘン(西ドイツ)     | やり投 | 1位  | 90m48 |
| 1974 | ヨーロッパ陸上選手権 | ローマ(イタリア)         | やり投 | 5位  | 83m36 |